# Cluny-La Sorbonne
Cluny-La Sorbonne è una stazione della linea 10 della metropolitana di Parigi.

## La stazione
La stazione venne aperta nel 1930, venne chiusa tra il 1939 ed il 1988 in quanto ritenuta troppo vicina ad altre stazioni.
Venne riaperta allo scopo di permettere l'interconnessione con le linee della RER B e C, con la stazione Saint-Michel-Notre-Dame.
Il tetto della stazione venne decorato con mosaici di Jean Bazaine.
Essa ha tre binari e quello centrale serve da raccordo con la linea 4.

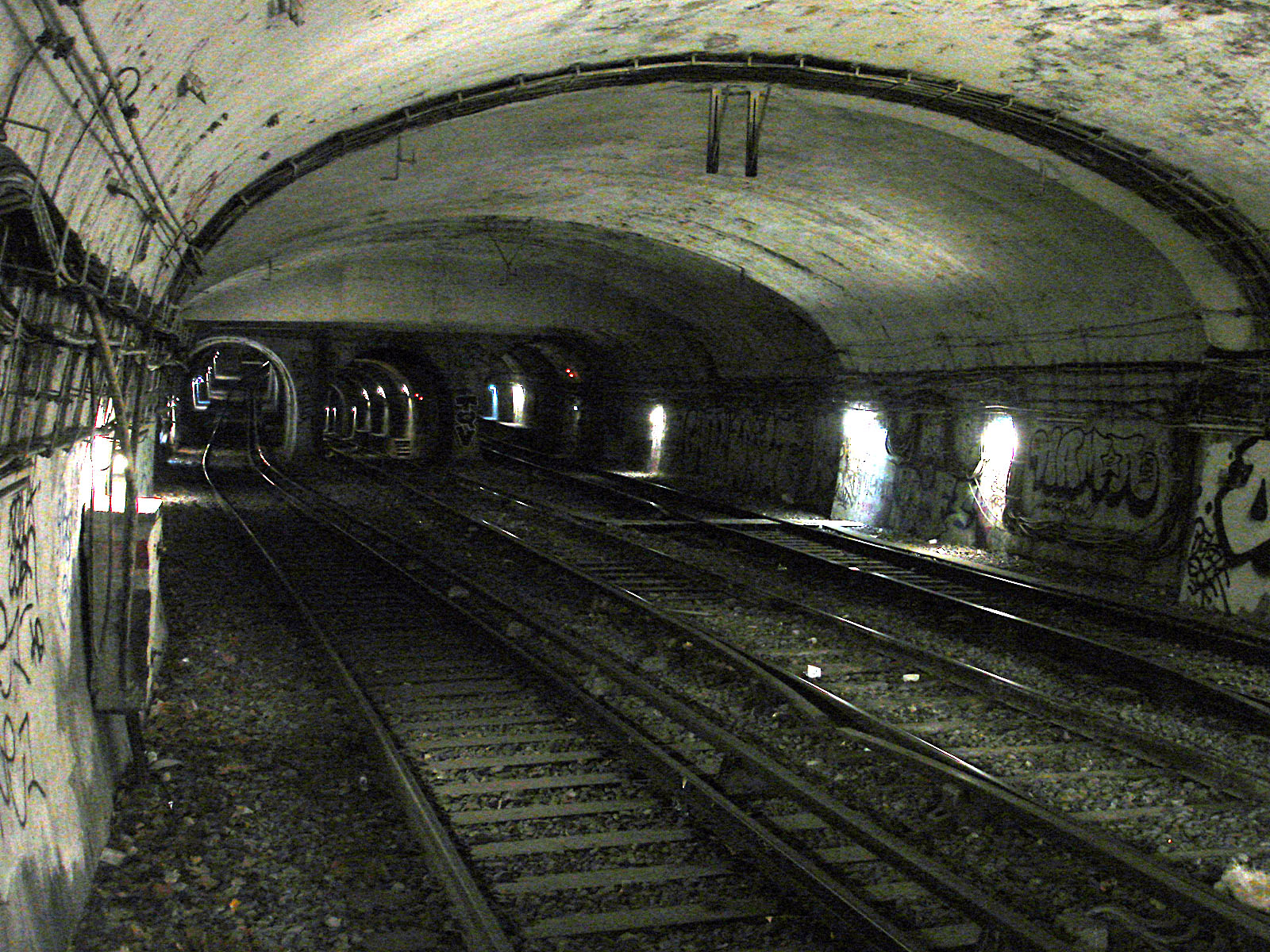
I binari verso Odéon con il raccordo per la linea 4
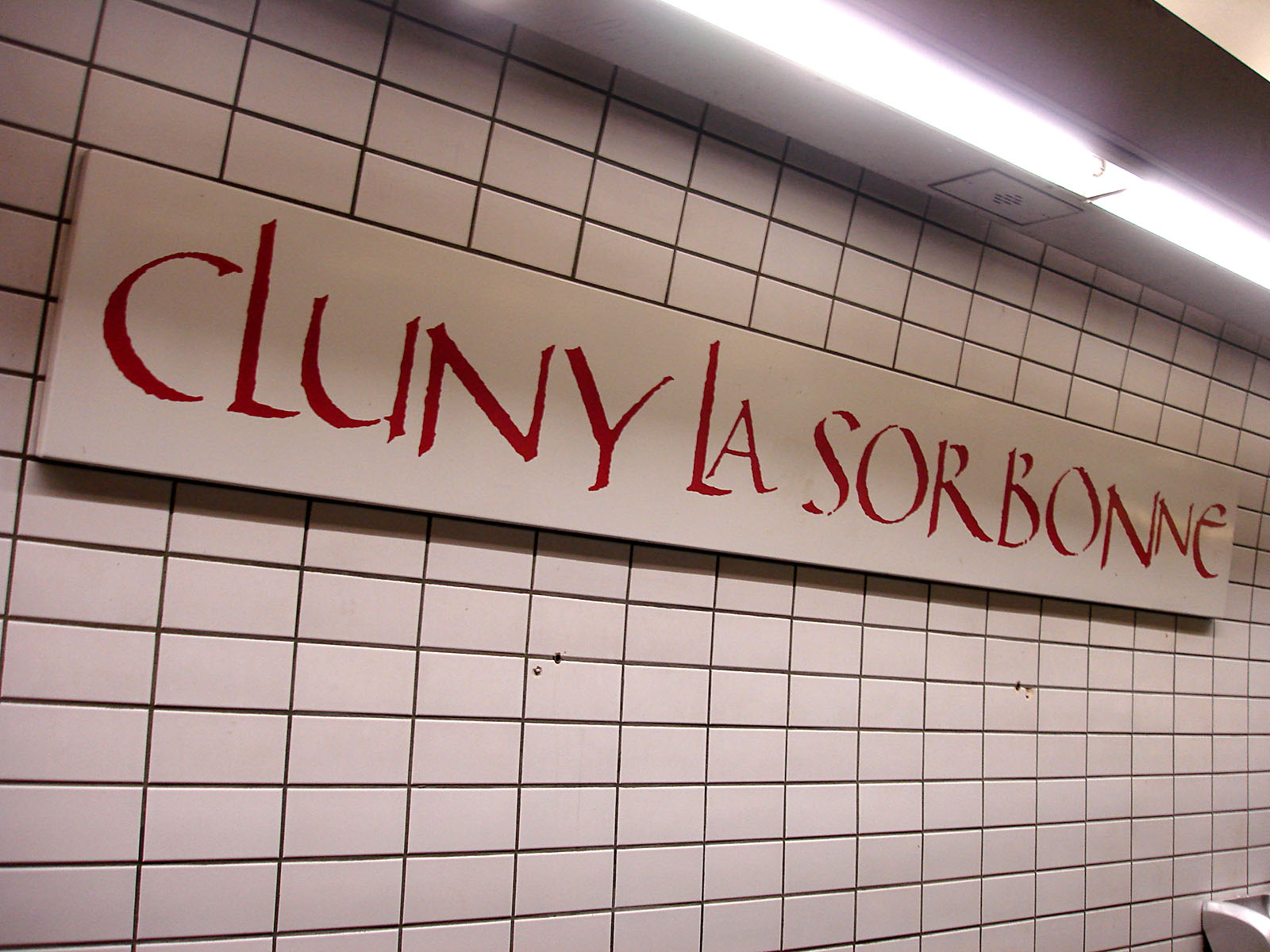
Cartello

### Accessi
La stazione dispone di due uscite. Per la direzione verso Gare d'Austerlitz: 
- l'uscita in coda assicura l'interconnessione con la RER, portando al boulevard Saint-Germain all'incrocio con il boulevard Saint-Michel
- l'uscita in testa porta al boulevard Saint-Germain all'incrocio con rue Saint-Jacques.

## Interscambi
- Bus RATP - 21, 27, 38, 63, 85, 86, 87, 96, OpenTour
- Noctilien - N12, N13, N14, N15, N21, N22, N121, N122
- RER B
- RER C